# 天王川公園
天王川公園（てんのうがわこうえん）は、愛知県津島市にある都市公園。

## 概要

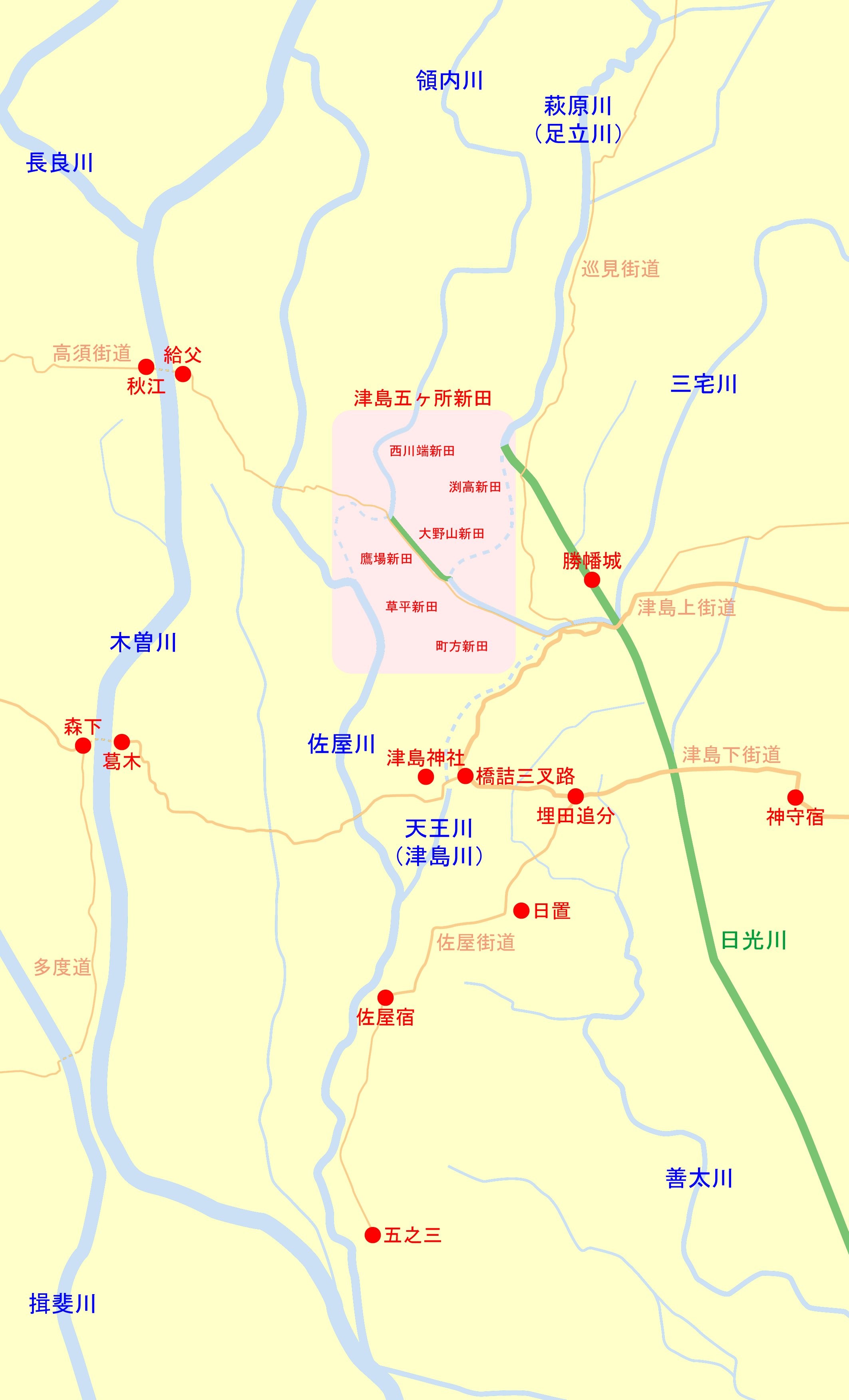
江戸時代末ごろの天王川周辺の位置関係図。破線は江戸時代初期ごろの旧河道、緑線・緑字は開削・付替後の新河道。橙線・橙字は主要街道、赤字は主要な地名など。

天王川公園はかつて津島市内を流れた天王川が、1899年（明治32年）の佐屋川の廃川によって孤立して誕生した「丸池」周辺に整備された公園である。
1918年（大正7年）2月26日に多田可継（後の津島町長）ほか全町会議員が「津島公園建設ノ件ニ関スル建議案」を提出。同年3月に多田が津島町長に就任すると公園化が推進され、翌1919年（大正8年）9月には本多静六や田村剛を招聘して公園設計案が立案された。
1920年（大正9年）4月に愛知県から公園建設事業の認可を受け、同年6月に起工式が行われた。
当初は工期10年となる大規模事業の予定だったが、津島町家主会問題（1919年秋）、スペイン風邪の大流行（1920年1月）、大正の大恐慌（1920年3月）によって、植物園の造成が批判にさらされるなど規模が縮小され、基本的整備が完了した4年目に終了となった。
1935年（昭和10年）に猿動物園が置かれたのに始まり、1958年（昭和33年）にはライオンやクマなどを飼育する動物舎が設置。以降もフラミンゴなどが飼育されていたが、1998年（平成10年）に廃止された。
津島市はフジの名所であり、公園にも1978年（昭和53年）から藤棚が造成され、1983年（昭和58年）には「日本最大の藤棚」が完成している。現在では四季折々の景色を楽しむことができ、2007年（平成19年）には日本の歴史公園100選にも選ばれた。
また、ユリカモメや稀にカワセミなどの様々な渡り鳥もやってくる。

## 園内

### 施設
面積12.0haの園内には、丸池や車河戸、中之島、藤棚、旧鈴木邸（1916年建築の古民家）、芝生広場、中央広場、築山、屋外ステージなどの施設がある。

### ギャラリー

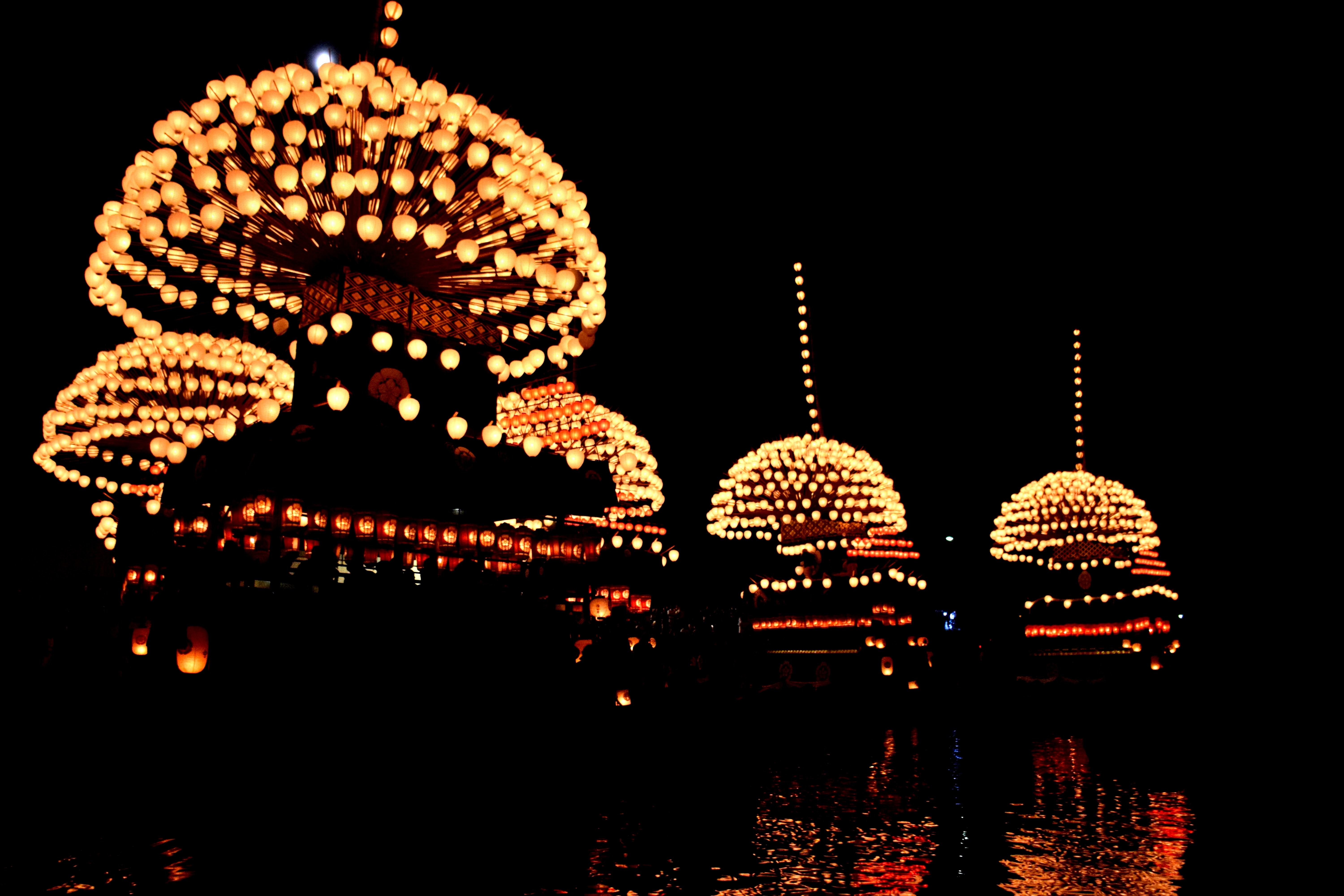
尾張津島天王祭
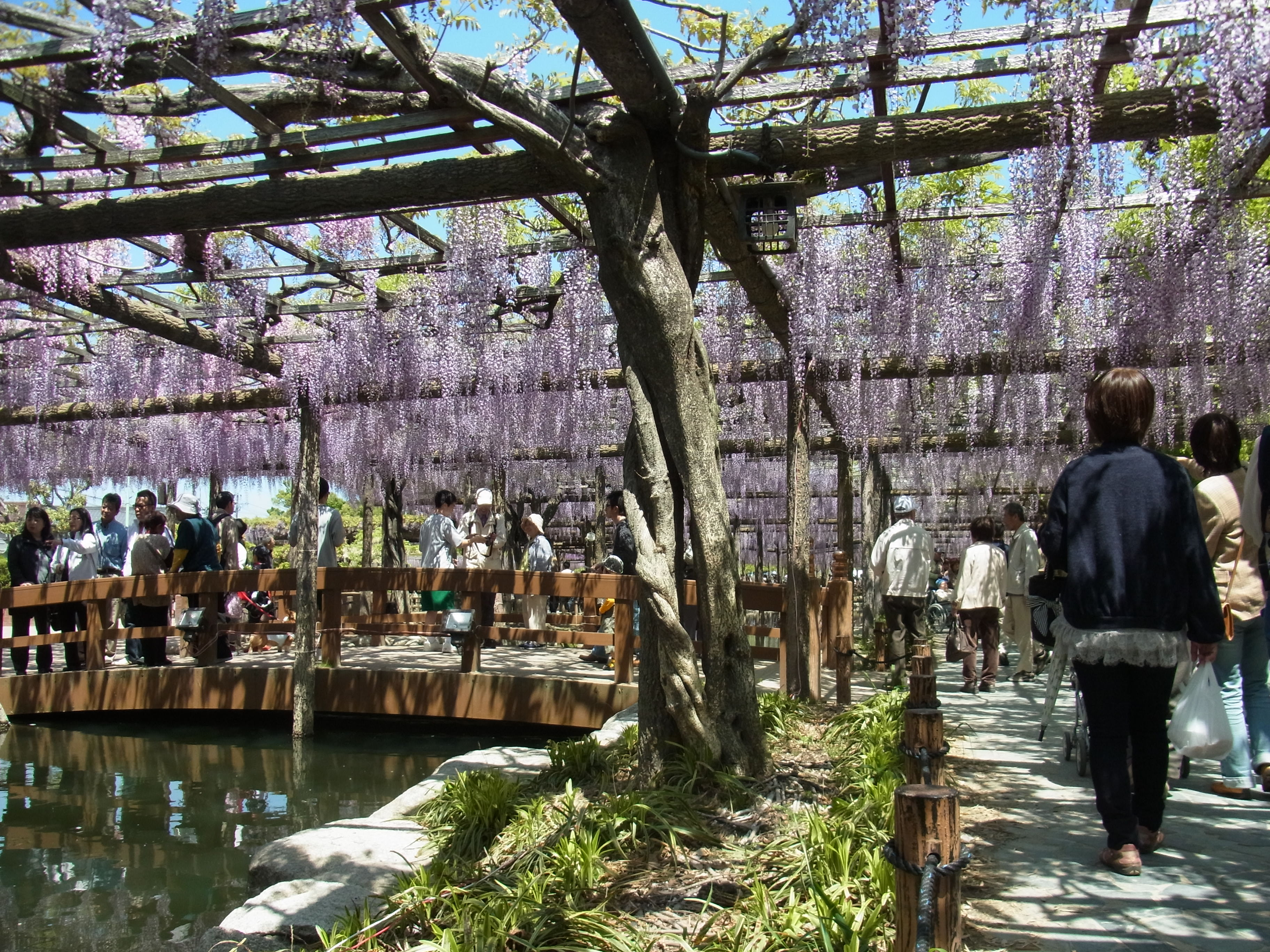
藤まつり
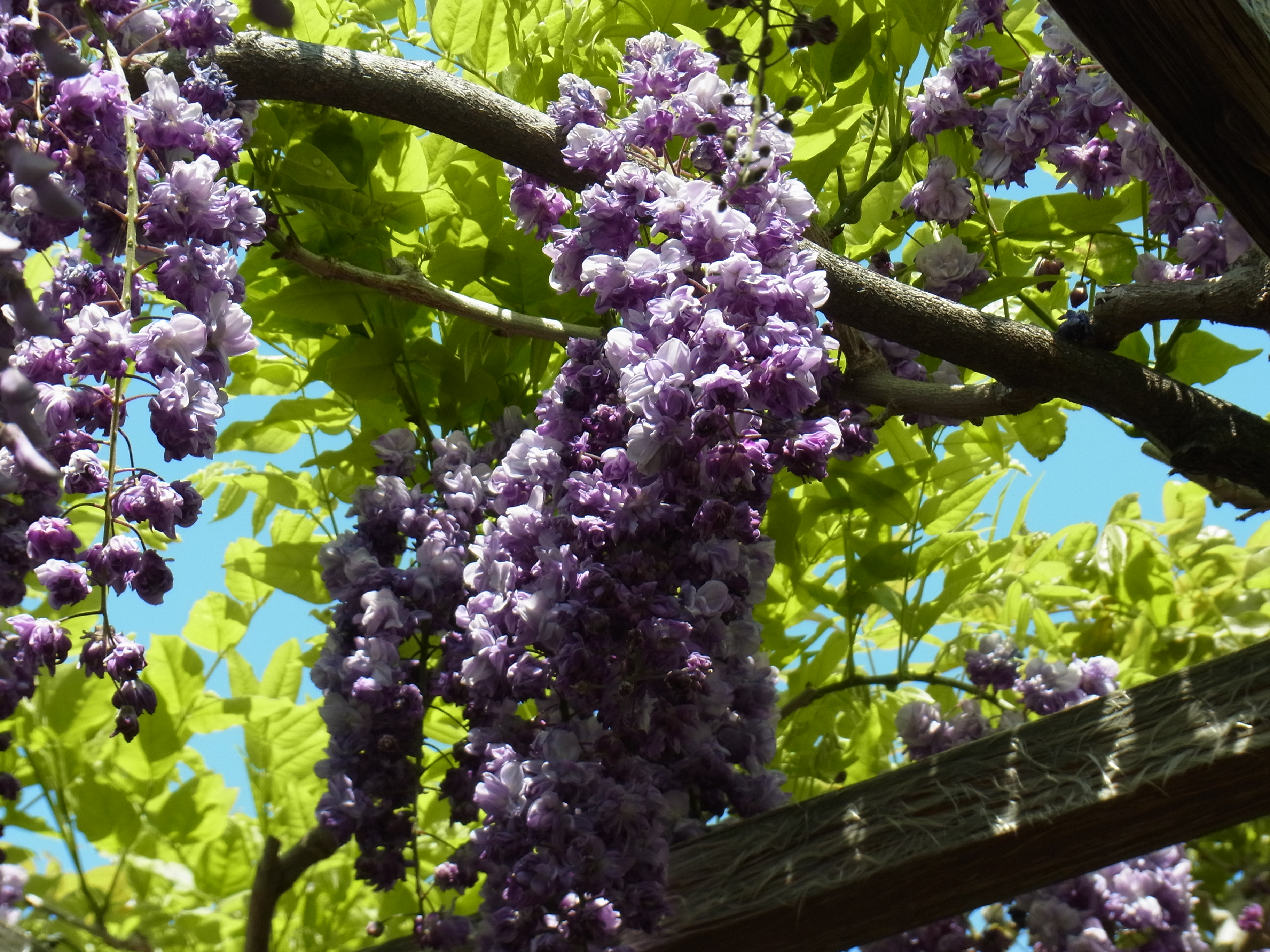
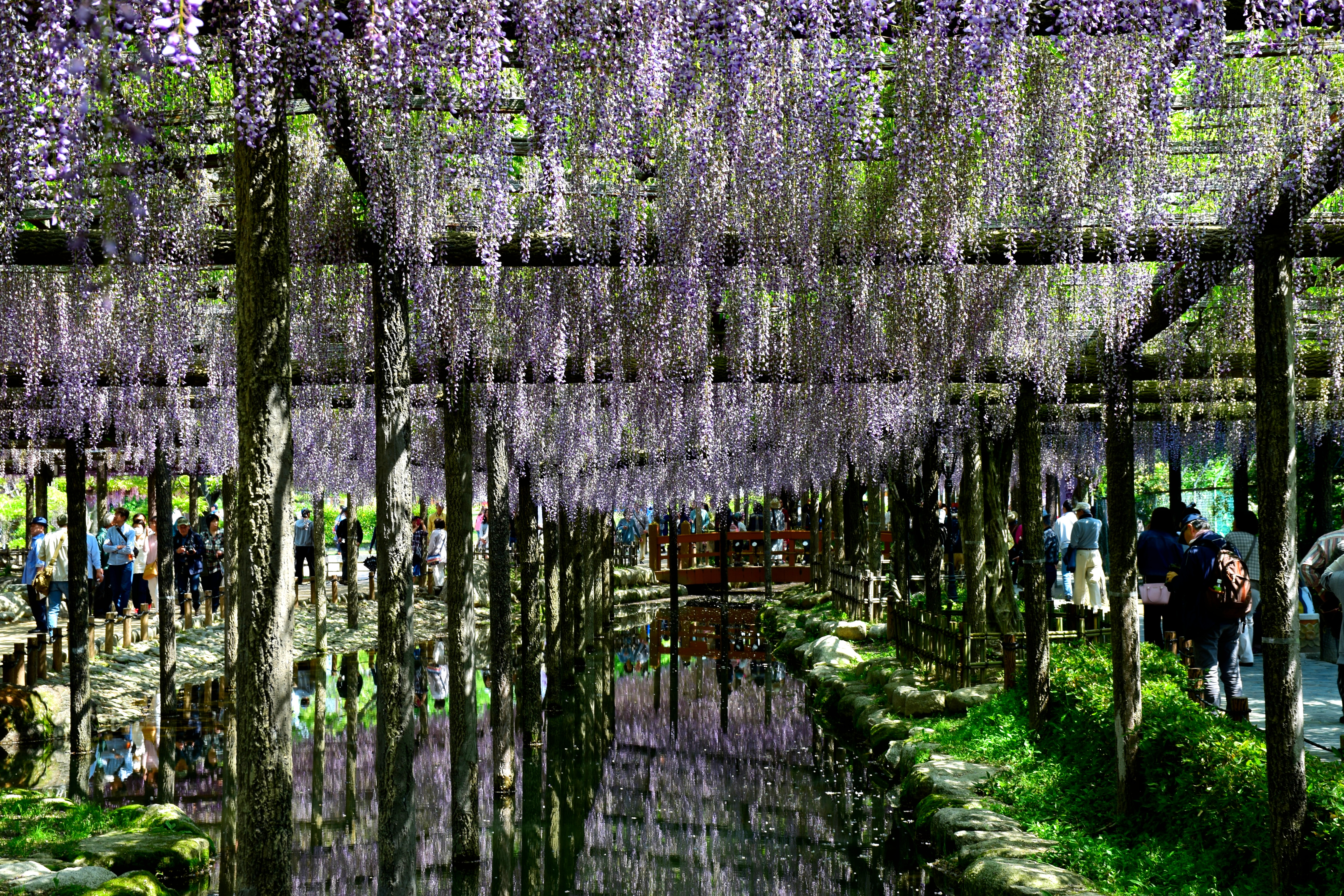
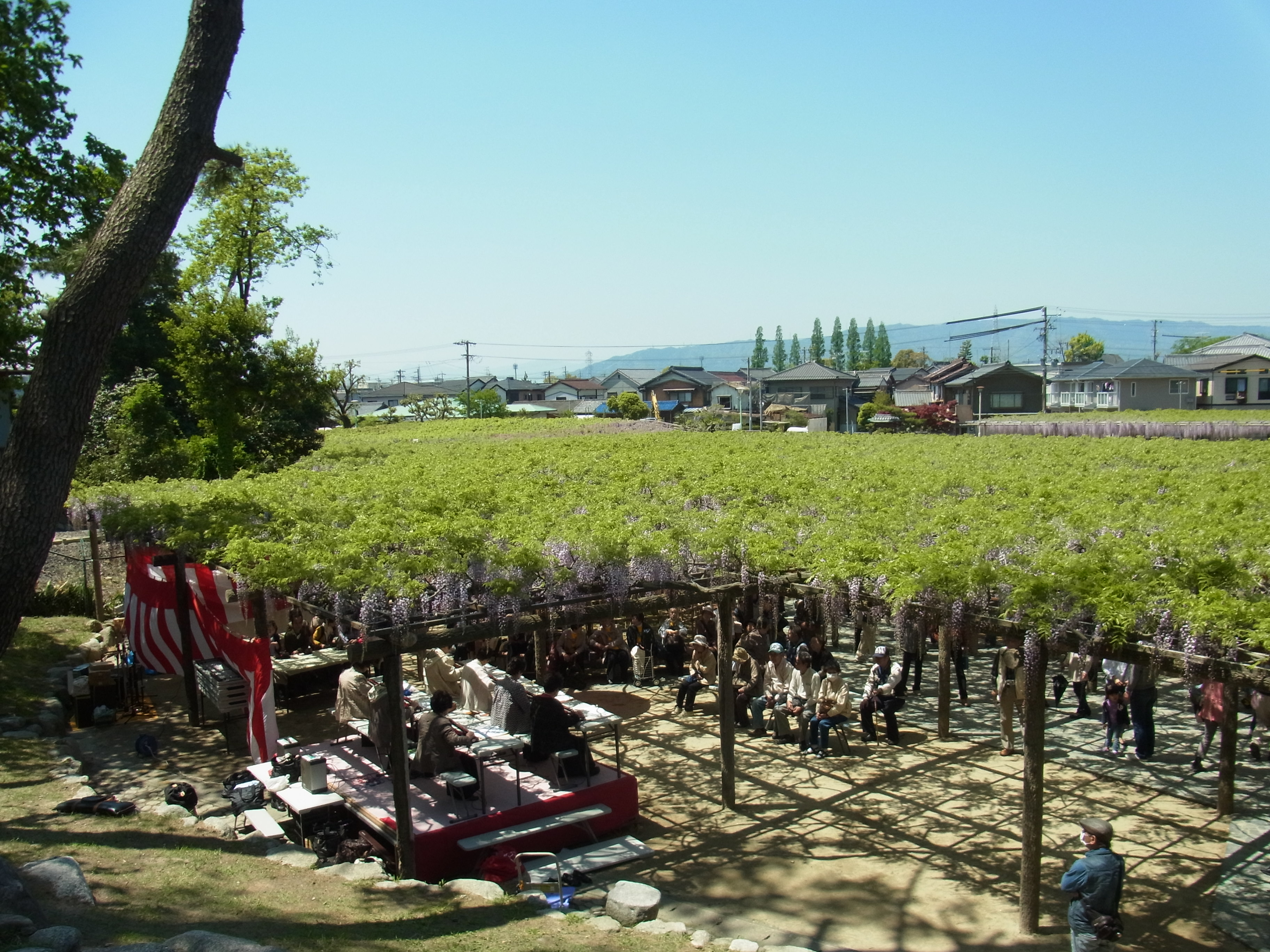
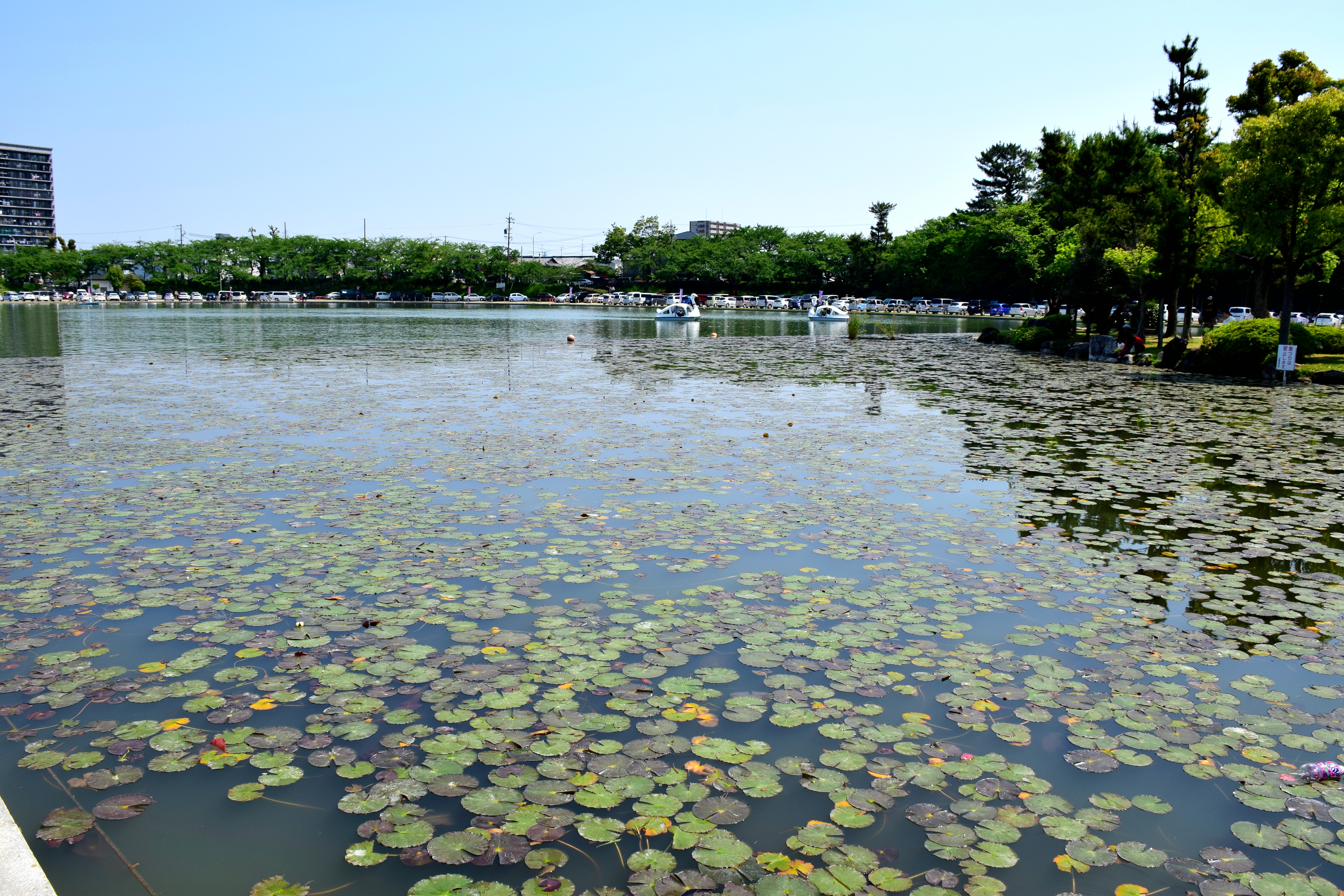
天王川公園丸池
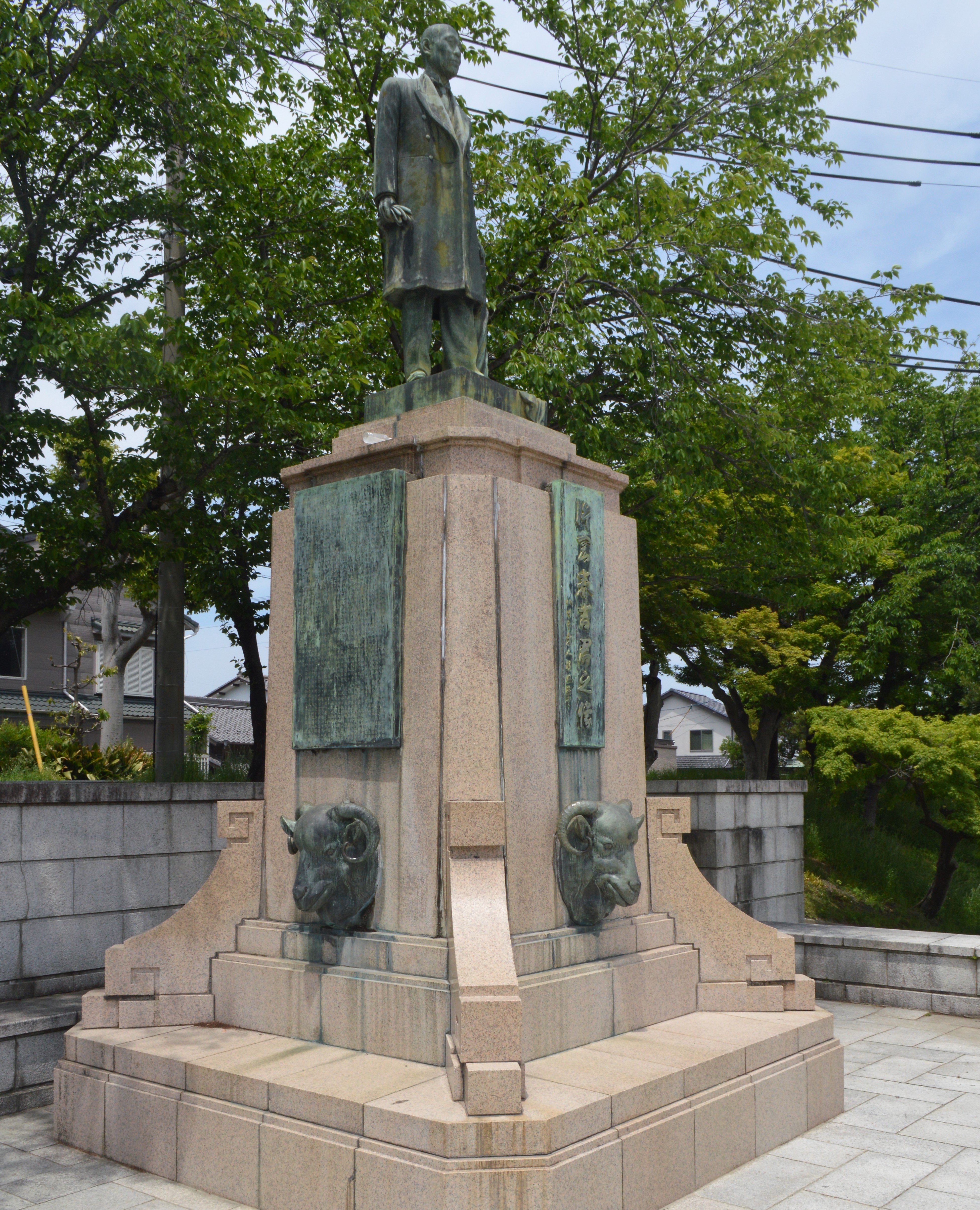
片岡春吉の銅像
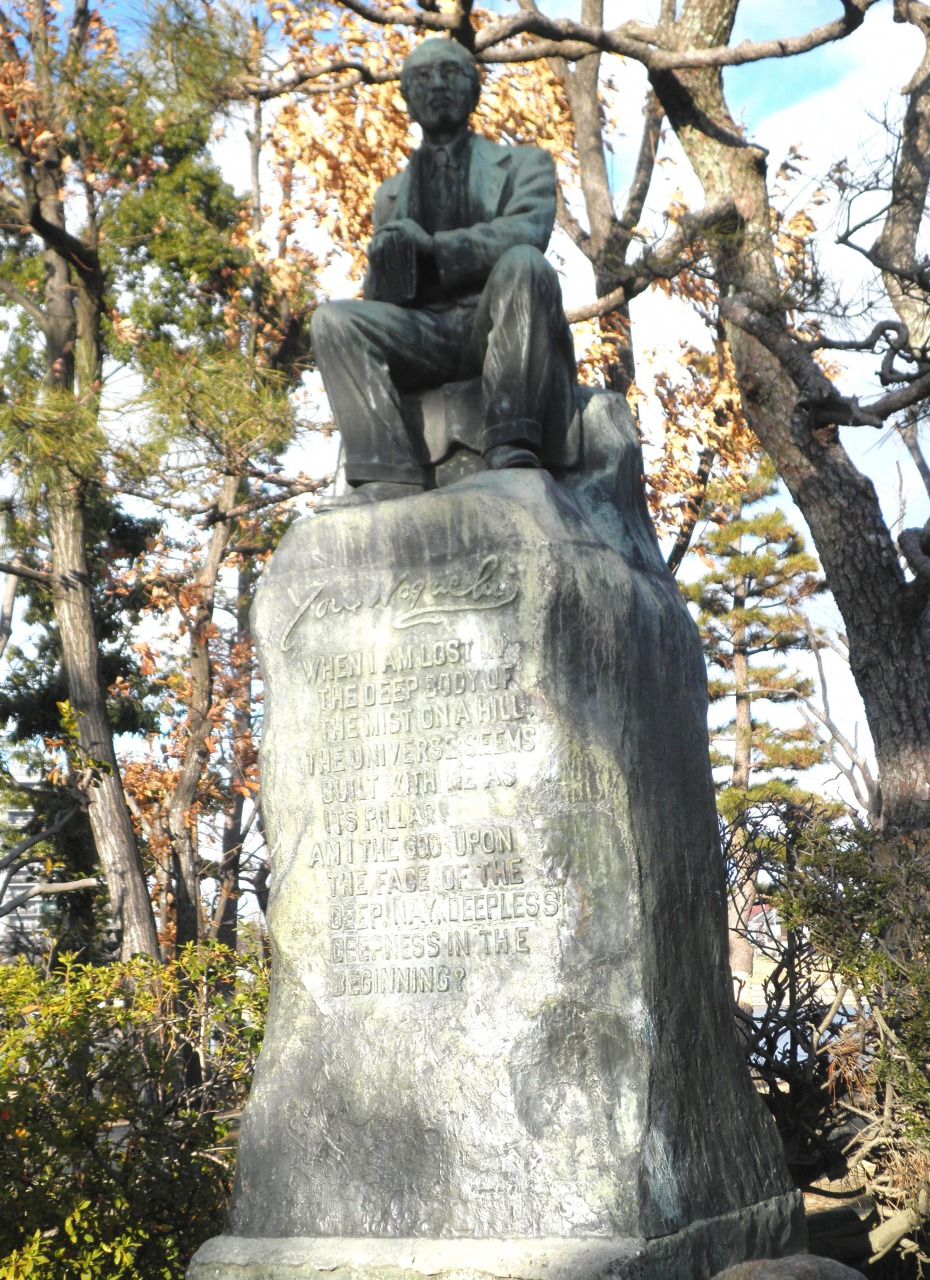
中ノ島のヨネ・ノグチの像

## 祭り
- 4月下旬〜5月上旬 - 尾張津島藤まつり[5]
- 7月下旬 - 尾張津島天王祭[6]

## 交通アクセス
- 名鉄津島線・尾西線・名鉄バス 津島駅より西へ徒歩で約15分。